# アル・ワスバSC
アル・ワスバSC(アラビア語: نادي الوثبة الرياضي)は、シリアのホムスに本拠地を置くサッカークラブである。

## 歴史
シリアで最も古いクラブの一つである。
1980年代はファンにとって黄金期であり、プレミアリーグでは2位となることもあったが優勝を達成することは出来なかった。
2019年にシリアカップ初優勝を果たした。

## タイトル

### 国内タイトル
- シリア・カップ:1回
  - 2019

## 外部サイト
- 公式サイト